# European Association of Nuclear Medicine
European Association of Nuclear Medicine (EANM) er en paraplyorganisation bestående af 39 nationale nuklearmedicinske medlemsselskaber, 18 ikke-europæiske associerede foreninger og 3.200 individuelle medlemmer fra over 80 lande, heriblandt læger, forskere, technologist (primært bioanalytikere og radiografer) og andre personer, der arbejder med nuklearmedicin eller relaterede områder.
Det er en professionel non-profit organisation, der repræsenterer den nuklearmedicinske sektor overfor de europæiske institutioner[1] og informerer offentligheden og sundhedsmyndighederne om den igangværende udvikling inden for området.
Organisationen har base i Wien, Østrig, og foreningens aktiviteter er bredt ud over hele Europa.

## Mission
EANM stræber efter:
- at fremme forskning og uddannelse i nuklearmedicin til gavn for folkesundheden
- at fremme og koordinere, udveksling af ideer og resultater i forhold til diagnoser, behandling, forskning og forebyggelse af sygdomme med brug af radioaktive lægemidler både i og udenfor Europa.

## Aktiviteter
EANM afholder sin egen årlige kongres, som er en platform for udveksling af viden og nye ideer og som tiltrækker mere end 5.000 delegerede.[2][3] EANM Kongressen byder på forelæsninger i plenum, free paper sessions omhandlende de mest relevante fremskridt inden for faget, symposier og debat, et komplet CME program og selvstændige technologist CME uddannelsessessioner.
For at fremhæve og belønne de bedste videnskabelige præstationer, bliver den bedste artikel, der er indsendt til den årlige kongres, tildelt Marie Curie Prisen med et præmiebeløb på €3.000. EANM finansierer også EANM Eckert & Ziegler Abstract Award (op til fem legater af €1,000 hver) for at opmuntre unge og talentfulde nuklearmedicinske forskere til at indsende deres resultater til den årlige kongres og for at støtte dem finansielt i at deltage i mødet og præsentere deres arbejde. Op til tre EANM Marie Curie uddannelseslegater i størrelsesordenen €1.000 uddeles hvert år til at dække udgifterne for junior- medlemmerne af organisationen, således at de kan få en korttids uddannelse i et anerkendt og kompetent europæisk træningscenter.[4]
Andre videnskabelige begivenhed, der er organiseret af EANM, er det europæiske symposium om Radiofarmaci og Radioaktive lægemidler (ESRR), og i samarbejde med andre europæiske og amerikanske medicinske organisationer, organiserer EANM også den Internationale Congress of Nuclear Cardiology (ICNC) og kongressen Molecular Imaging in Radiation Oncology (MIRO).
EANM og Springer-forlaget udgiver månedligt European Journal of Nuclear Medicine and Molecular Imaging (EJNMMI). På hjemmesiden udgiver EANM også nyheder omhandlende f.eks. forsyningsproblemer og fremtidig medicinsk brug af radioisotoper.
Flere EANM arbejdsgrupper og komiteer, der beskæftiger sig med underspecialer, har til formål til at udgive guidelines til undersøgelsesprocedurer, andre videnskabelige artikler der bidrager til EANM’s uddannelsesprogram og andre videnskabelige projekter, samt networking med andre selskaber i deres respektive specialer.
EANM Research Ltd (EARL) er en selvstændig organisation som er dedikeret til at forske i aktiviteter inden for nuklearmedicin og molekylær billeddiagnostik.

### Earl
EARL er et 100 % datterselskab til EANM og blev oprettet med henblik på:
- At facilitere (multicenter) forskningsprojekter
- Forbedre sammenligneligheden af data opnået ved molekylær billeddiagnostik
- Positionere nuklearmedicin inden for EU’s forskningsagenda

EARL kører tværeuropæiske projekter, som koordineres af EARL’s hovedkvarter i Wien, Østrig.

## Historie
EANM blev grundlagt i 1985 i London, da Society of Nuclear Medicine Europe fusionerede med European Nuclear Medicine Society.[5] Begge videnskabelige selskabers fokusområder ses stadigvæk i EANM, da selskabet simultant agerer som et forum for de individuelle medlemmer (som mødes årligt ved medlemmernes generalforsamling) og samtidigt fungerer som en paraplyorganisation for de nationale nuklearmedicinske selskaber i Europa (og som mødes på de delegeredes generalforsamling).